# 金沢正雄 (内務官僚)

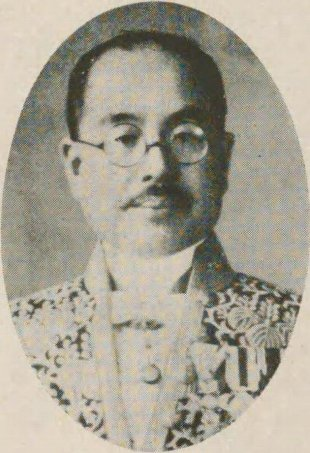
金沢正雄

金沢 正雄（かなざわ まさお、1884年〈明治17年〉5月26日 - 1945年〈昭和20年〉4月27日）は、日本の内務・警察官僚、政治家。政友会系官選県知事、衆議院議員。

## 経歴
大阪府交野郡倉治村（北河内郡交野村、交野町を経て現交野市倉治）で、金沢楢松の長男として生まれる。第三高等学校を卒業。1910年、東京帝国大学法科大学法律学科（独法）を卒業。同年11月、文官高等試験行政科試験に合格。内務省に入省し栃木県属となる。
以後、栃木県警視、同事務官、熊本県理事官、長崎県理事官、愛媛県警察部長、群馬県警察部長、沖縄県内務部長、岐阜県内務部長、長崎県書記官・内務部長、新潟県書記官・内務部長、神奈川県書記官・内務部長などを歴任。
1928年2月、岐阜県知事に就任。1929年、犀川改修工事に反対する住民と警察・軍隊が衝突した犀川事件が発生した。1929年7月に知事を休職となる。1931年12月、群馬県知事に就任。政友会の立場に立った県政執行を表明し、1932年の通常県会で民政党議員の反発を受け、議案全てが審議未了となり、すべて原案執行という事態を招いた。1934年11月に昭和天皇誤導事件が起こり、懲戒処分（譴責）となる。1935年1月15日、依願免本官となり退官した。
1937年4月、第20回衆議院議員総選挙で群馬県第一区から政友会候補として出馬し落選したが、後に繰上当選して衆議院議員を一期務めた。その後、岩手鉱山 (株) 専務取締役となった。